# Schizofrenie dezorganizată
Schizofrenia dezorganizată este un subtip al schizofreniei, deși nu este recunoscută în ultima versiune a DSM, însă este enumerată în a 10-a revizie a Clasificării Internaționale a Bolilor și Problemelor de Sănătate Înrudite sau ICD-10, unde este numită schizofrenie hebefrenică.
Se crede că schizofrenia dezorganizată este o expresie extremă a sindromului de dezorganizare despre care s-a emis ipoteza că este un aspect al unui model de trei factori ai simptomelor schizofreniei, ceilalți factori fiind distorisiunea realității (implicând deliruri și halucinații) și sărăcia psihomotorie (lipsa vorbirii, lipsa de mișcări spontane și variate aspecte ale tocirii emoției). 

## Prezentare
Condiția este de asemenea cunoscută ca hebefrenie, numită după termenul grec „adolescență” – ἥβη (hḗbē) – și posibil zeița greacă antică a tinereții, Hebe, fiica Herei. Termenul face aluzie la apariția aparent mai proeminentă a tulburării la persoanele aflate în perioada pubertății.
Caracteristicile proeminente ale aceste forme sunt comportamentul și vorbirea dezorganizată, inclusiv asociații slăbite și schizofazie („salată de cuvinte”), și afect plat sau inadecvat. În plus, psihiatrii trebuie să excludă orice semn posibil de schizofrenie catatonică.
Cele mai proeminente trăsături ale schizofreniei dezorganizate nu sunt delirurile și halucinațiile, ca în schizofrenia paranoidă, deși halucinații și deliruri fragmentare (neorganizate și adesea ipohondrice) pot fi prezente. O persoană cu schizofrenie dezorganizată poate de asemenea să experimenteze dezorganizare comportamentală, care îi poate deteriora abilitatea de a executa activități zilnice precum facerea de duș sau alimentația.
Reacțiile emoționale ale unor asemenea oameni adesea par ciudate sau inadecvate. Reacțiile faciale inadecvate pot fi obișnuite, iar comportamentul este uneori descris ca fiind „prostesc”, un exemplu fiind râsul inadecvat. Uneori, există o lipsă completă a emoției, inclusiv anhedonie (lipsa plăcerii), și avoliție (lipsa motivației). Unele dintre aceste trăsături sunt de asemenea prezente în alte tipuri de schizofrenie, dar sunt mai proeminente în schizofrenia dezorganizată.